# Blauschnegel
Der Blauschnegel (Bielzia coerulans) ist eine aus den Karpaten stammende Nacktschneckenart aus der Familie der Schnegel (Limacidae) in der Unterordnung der Landlungenschnecken (Stylommatophora). 2012 wurde mindestens eine eingeschleppte Population im Westerwald bestätigt. Mit ihrer meist intensiv blauen Farbe ist sie eine sehr leicht kenntliche, wenn auch sehr seltene Art. Bielzia coerulans ist die Typusart und derzeit einzige Art der Gattung Bielzia Clessin, 1887. Diese Gattung ist wiederum die einzige Gattung der Unterfamilie Limacopsinae Gerhardt, 1935. Der Unterfamilienname basiert auf dem jüngeren Synonym von Bielzia, Limacopsis Simroth, 1888.

## Merkmale
Der Körper des Blauschnegels erreicht im ausgestreckten Zustand eine Länge von 10 bis 14 cm (bis 18 cm). Der Kiel ist deutlich ausgebildet und reicht bis an den Hinterrand des Mantelschildes heran. Der Mantelschild nimmt weniger als ein ⅓ der Körperlänge ein. Die Hautfurchen sind deutlich entwickelt. Auf dem Mantelschild können zwischen Mittellinie und Atemloch 16 bis 17 Falten gezählt werden. Zeichnung und Farbe ändern sich mit dem Alter der Tiere. Erwachsene Tiere sind hellgrau mit bläulicher oder leicht grünlicher Tönung, blau, grünblau, malachitgrün, violett-schwarz bis schwarz gefärbt und besitzen keine Zeichnung. Die Jungtiere zeigen einen hellbraunen Rücken, die Körperseiten, der Kiel und der Kopf sind dunkelgelb. Im hinteren Teil des Körpers sind seitlich je eine dunkle, scharf begrenzte Seitenbinde. Der Mantel besitzt meist eine Mittelstrieme und oliv getönte Seiten. Während der Geschlechtsreife findet dann der Umfärbungsprozess statt, der am Schwanzende beginnt und zum Vorderende fortschreitet. Die Fußsohle ist einheitlich blauschwarz oder auch mit dunkleren Seitenfeldern. Der Körperschleim ist hellgelb und durchsichtig, der Sohlenschleim farblos.
Im Genitalapparat ist die Zwitterdrüse rundlich, die Größe ist abhängig vom Alter des Tieres. Sie ist hellgrau und kompakt und liegt oft weiter vorne als die Eiweißdrüse, deren Größe ebenfalls vom Reifegrad des Tieres abhängig ist. Der Zwittergang ist kurz und stark gewunden. Der Eisamenleiter (Sperovidukt) ist lang und schmal, und im mittleren Teil etwas verdickt. An der Verzweigung von männlichem und weiblichem Genitalgang ist der Samenleiter etwas angeschwollen. Er ist dick, fleischig und fast gerade. Er mündet direkt in das Atrium, ein Penis ist nicht vorhanden. Innen besitzt der Samenleiter schwache Längsfalten. Neben der Mündung des Samenleiters in das Atrium sitzt ein keulenförmiges Organ, das innen schwache Längsfalten aufweist. Die Längsfalten sich durch zickzackartige Querstrukturen miteinander verbunden. Seitlich setzt ein Retraktormuskel an, der sich mit dem rechten Fühlerretraktormuskel kreuzt. Der röhrenförmige Eileiter ist deutlich länger als der Samenleiter und bildet eine Schlinge. Er ist mit dem Samenleiter durch ein Gewebe verbunden. Die Samentasche ist langoval mit einem kurzen, kräftigen Stiel. Im Verdauungstrakt sind drei Darmschlingen ausgebildet, von denen die erste die größte ist; die beiden anderen Darmschlingen sind annähernd gleich groß. Das kalkige Schälchen im Mantel ist länglich-oval und misst etwa 10 mm in der Länge und 5,5 mm in der Breite.

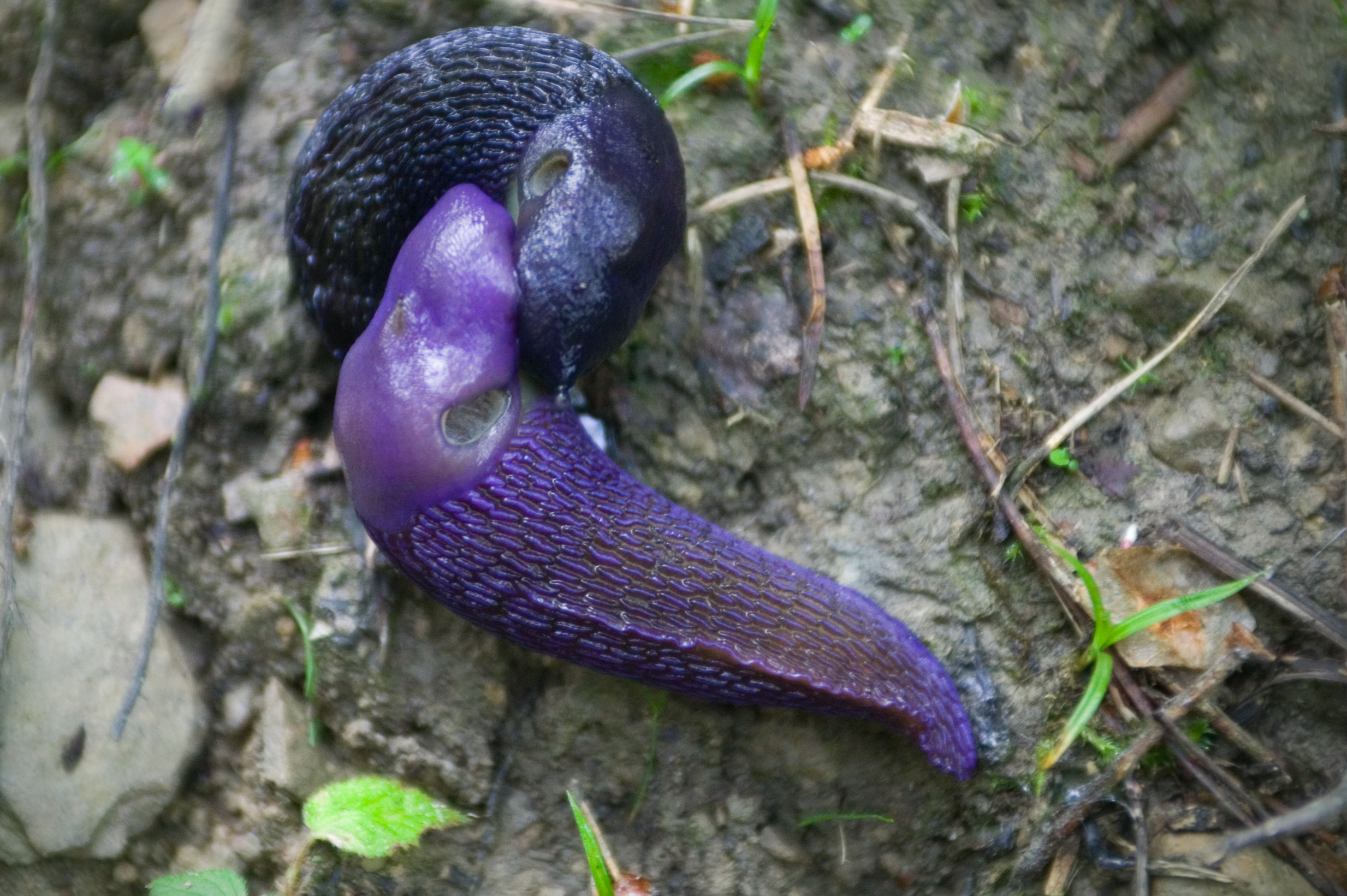
Blauschnegel bei der Kopulation

### Ähnliche Arten
Typische Exemplare sind durch ihre Farbe unverwechselbar.
Innerhalb der Limacidae steht der Blauschnegel durch seine Anatomie und Kopulation völlig isoliert. Sie übertragen das Sperma im Gegensatz zu den anderen Arten der Limacidae nicht von Penis zu Penis, sondern besitzen ein zylinderförmiges, etwa 1,5 cm langes und 3,5 mm im Durchmesser messendes Kopulationsorgan, das in die Geschlechtsöffnung des jeweils anderen Tieres eingeführt wird. Es wird freilich in der Literatur auch als „Penis“ bezeichnet, ist jedoch nicht direkt homolog mit den Penes der anderen Arten der Limaciden. Dieses Organ hält die Tiere beim Spermaaustausch eng zusammen. Das Sperma tritt aber nicht durch dieses Organ aus, sondern durch den direkt daneben liegenden Samenleiter.

## Geographische Verbreitung und Lebensraum

Verbreitung des Blauschnegels:
Ganzjähriges Vorkommen

Der Blauschnegel lebt meist am Boden von Nadel-, Laub- und Mischwäldern in den östlichen Karpaten, in Südpolen, im östlichen Tschechien, Rumänien, der Slowakei und der Ukraine. Die Art steigt dort bis in fast 2000 m Höhe in die subalpine und alpine Vegetationsstufe. Sichtungen in Deutschland werden häufiger.

Erste Sichtung in Deutschland:
Die erste bestätigte Sichtung des Blauschnegels in Deutschland erfolgte im Herbst 2012 im Westerwald, nahe Altenkirchen in Rheinland-Pfalz. Entdeckt wurde die Art von Malte von Glasow, der diese Beobachtung gemeinsam mit Vollrath Wiese im Jahr 2013 in den Mitteilungen der Deutschen Malakozoologischen Gesellschaft (Band 89) veröffentlichte. Die Tiere leben in einem kleinen Waldgebiet auf etwa 200 Metern Höhe und bevorzugen die Randbereiche des Waldes. Aufgrund der Anzahl der Tiere und der erfolgreichen Überwinterung wurde von einer etablierten Population ausgegangen.

## Lebensweise
Die Tiere verstecken sich tagsüber unter Rinde und in Baumstümpfen und werden erst abends und nachts aktiv. Sie kriechen nicht auf Bäume, sondern leben am Boden. Sie ernähren sich von Pilzen, Flechten und Erdbeeren. In Gefangenschaft wurden sie mit Gurken und Salat gefüttert.

### Kopulation und Fortpflanzung
Die Tiere erreichen die Geschlechtsreife mit einer Länge von etwa 60 mm. Sie wachsen dann aber noch weiter, bis sie ihre Adultgröße erreicht haben. Sie sind wie alle Landlungenschnecken Zwitter (Hermaphroditen). Die Paarung findet in der Regel im Juni/Juli statt. Jedes Tier paart sich mehrmals. Ulrich Gerhardt beschrieb 1934 die einzelnen Phasen der Kopulation im Detail und verglich sie mit denen anderer Limax-Arten.
Trifft ein begattungsbereites Tier auf ein anderes begattungsbereites Individuum, folgt es diesem. Die Verfolgung dauert aber nur wenige Minuten. Das verfolgte Tier biegt rasch nach rechts ein. Es wird nun nicht wie bei anderen Limax-Arten ein Kreis gebildet, sondern der Verfolger bleibt gestreckt, während das verfolgte Tier stark gekrümmt ist. Nun bewegen sich die Köpfe zueinander und in den Geschlechtsöffnungen treten nun die „Penes“ als höckerartige, zunächst bläulichweiße, dann weißliche Höcker hervor. Stehen sich nun die Geschlechtsöffnungen direkt gegenüber, schießen die Penes bis auf etwa 1,5 cm Länge vor; sie messen etwa 3,5 Millimeter im Durchmesser. Sie überkreuzen sich, umwickeln sich aber nicht und werden in die Geschlechtsöffnung des jeweils anderen Partners eingeführt. Im weiteren Verlauf der Kopulation ist daher von den Genitalien nichts zu sehen, der Ablauf des Spermaaustausch kann nur erschlossen werden. Die Körper sind eng aneinander gepresst und die Atemlöcher sind weit geöffnet. Die Fühler sind eingezogen und die Fußsohle ist als Wulst leicht vorgeschoben. Die Tiere liegen nun in dieser Position bis zu 40 Minuten lang ohne Bewegung. In dieser Zeit muss nun der Austausch des Spermas stattfinden. Danach beginnt die Trennung der beiden Partner. Die Penes werden rasch eingestülpt. Die eigentliche Kopulation dauert 35 bis 52 Minuten.
Im Juli und August werden 30 bis 94 Eier in einem Schleimstrang in einem einzigen Gelege abgelegt. Die Tiere sterben nach der Eiablage. Die Eier sind 4 bis 5 mm lang und 3 bis 4 mm breit. Die Jungtiere verlassen nach 17 bis 25 Tagen nach der Eiablage die Eihülle. Die Tiere werden etwa ein Jahr alt.

## Taxonomie
Das Taxon wurde 1851 von Michael Bielz als Limax coerulans erstmals beschrieben. Stephan Clessin schlug 1887 für diese Art (und die var. incompta Kimakowicz, 1884) die neue „Sectio“ Bielzia vor, die rasch als Gattung akzeptiert wurde. Limax coerulans ist die Typusart der Gattung Bielzia Clessin, 1887. Aufgrund der von den übrigen Limaciden doch sehr abweichenden Anatomie ist der Status von Bielzia als selbständige Gattung unbestritten. Die meisten Autoren trennen die Gattung sogar auf Unterfamilienebene ab, Schileyko (2003) stellt die Gattung sogar in eine eigenständige Familie Bielziidae innerhalb der Limacoidea. Ulrich Gerhardt stellte dafür die (Unter-)Familie Limacopsidae auf. Der Name basiert auf Limacopsis Simroth, 1888, einem jüngeren, objektiven Synonym von Bielzia. Bielziidae/Bielziinae Likharev & Wiktor, 1980 ist wiederum ein Synonym von Limacopsidae Gerhardt, 1935.

## Gefährdung
In Tschechien hat die Art auf der Roten Liste den Status „gefährdet“.

## Belege